# Aéroport de Pokemouche
L'aéroport de Pokemouche est un aéroport situé à Village-Blanchard, entre Pokemouche et Caraquet, au nord-est de la province canadienne du Nouveau-Brunswick. Il a ouvert ses portes en 1978.